# Arnold Zweig

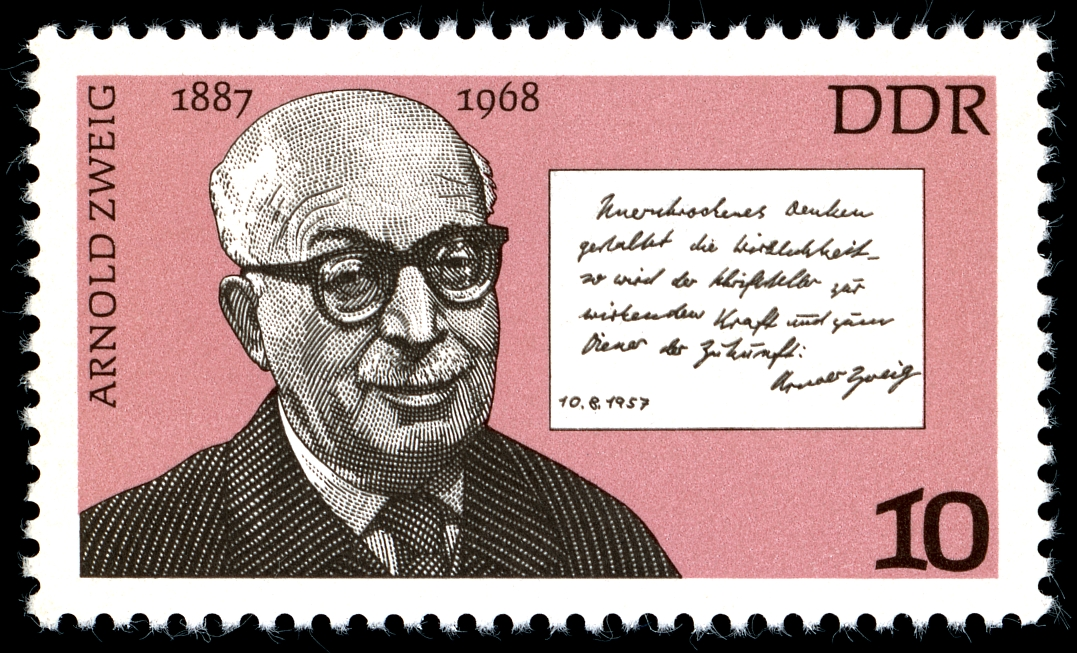
Arnold Zweig op een postzegel uit de DDR (1977)

Arnold Zweig (Glogau, 10 november 1887 – Oost-Berlijn, 26 november 1968) was een Duitse schrijver.

## Biografie

### 1887–1918
Arnold Zweig werd in een gematigd religieuze joodse familie geboren in Glogau, Neder-Silezië (nu Głogów, Polen) (tijdgenoot van, maar geen familierelatie met Stefan Zweig). In 1907 ging hij in Breslau studeren. Later ging hij naar München, Berlijn, Göttingen, Rostock en Tübingen. Tijdens zijn studiejaren werd hij sterk door de filosofie van Nietzsche beïnvloed.
Zijn literaire debuut verscheen in 1912, Novellen um Claudia. Drie jaar later ontving hij voor de tragedie Ritualmord in Ungarn de Kleist-prijs. In hetzelfde jaar 1915 werd Zweig soldaat. Van Pruisisch-nationaal werd hij in de Eerste Wereldoorlog, waarin hij in Servië, België en bij Verdun moest vechten, pacifist. Vanaf 1917 werkte Zweig bij de persafdeling van de opperbevelhebber van het Oosten. Daar kwam de seculiere Jood Zweig in aanraking met de Oost-Joden, voor hem een onvergetelijke ervaring.
In 1916 trouwde Zweig met zijn nicht, de schilderes Beatrice Zweig. Zij kregen twee kinderen, Adam en Michael.

### 1918–1933

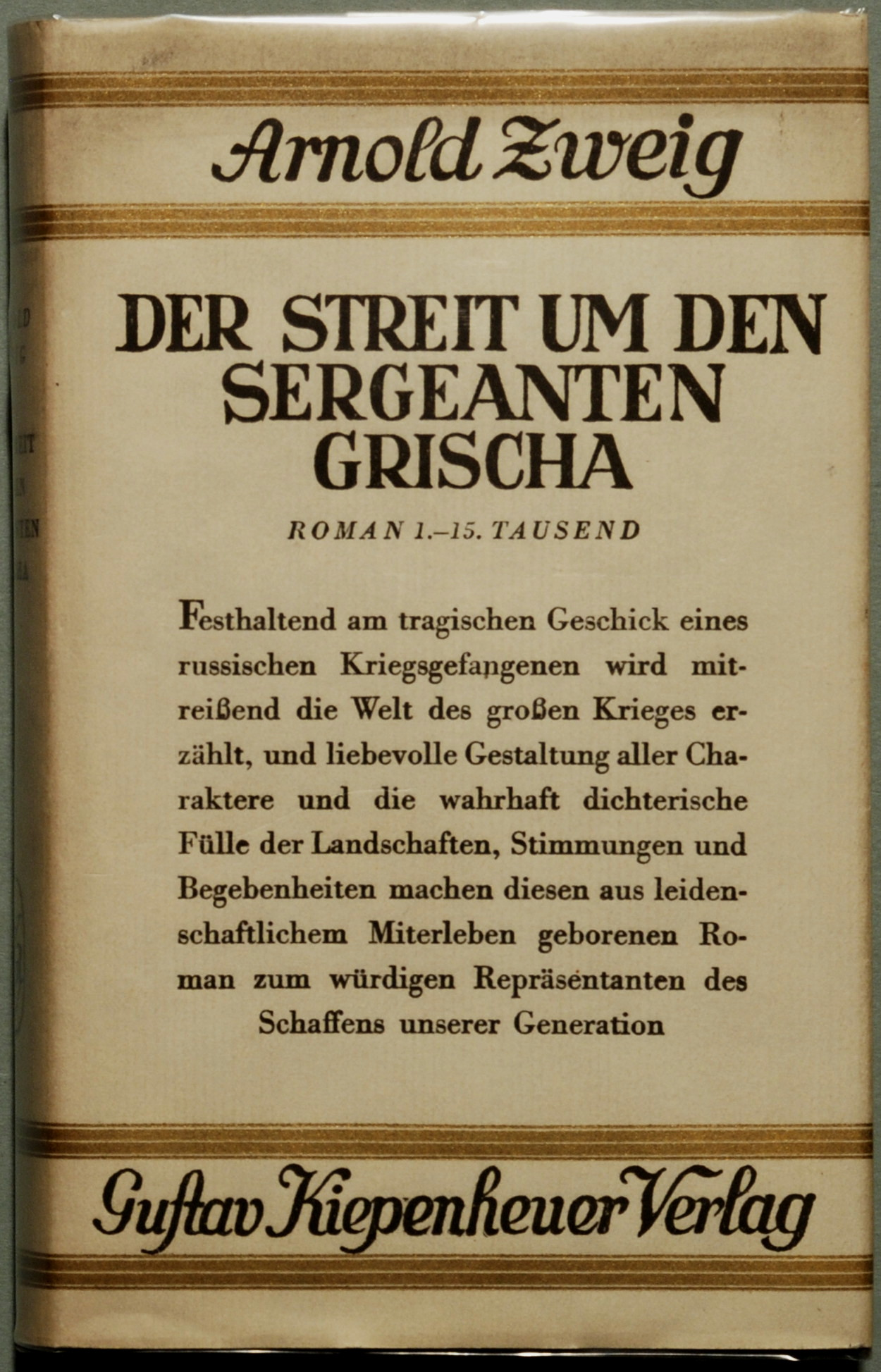
Omslag van Der Streit um den Sergeanten Grischa (1927)

Na de Eerste Wereldoorlog vestigde Zweig zich als schrijver aan de Starnberger See. Hij raakte er bevriend met Lion Feuchtwanger en met Sigmund Freud. In essays, toneelstukken en verhalen gaf Zweig zijn oorlogservaringen vorm en ook zijn opinies over het jodendom. Na de Bierkellerputsch van 1923 moest Zweig Starnberg verlaten. Hij ging naar Berlijn, waar hij als redacteur van de Jüdische Rundschau ging werken. Door zijn contact met Martin Buber, dat al tijdens de oorlog was ontstaan, kwam Zweig ook het zionisme nabij.
In 1927 verscheen Zweigs bekendste werk, de roman Der Streit um den Sergeanten Grischa, die tot de cyclus Der große Krieg der weißen Männer behoort, waarvan de andere delen zijn Junge Frau von 1914 (1931), Erziehung vor Verdun (1935), Einsetzung eines Königs (1937), Die Feuerpause (1954) en Die Zeit ist reif (1957). Arnold Zweigs roman De Vriendt kehrt heim is losjes gebaseerd op het leven van en de moord op Jacob Israël de Haan, gepleegd door een Joodse nationalist, Avraham Tehomi.

### 1933–1948
Na de machtsovername door de nazi's werden Zweigs boeken openlijk verbrand. Zweig vluchtte eerst naar Tsjechoslowakije, dan naar Zwitserland en ten slotte naar het Franse Sanary-sur-Mer. Zijn zionistische instelling voerde hem van daar verder in ballingschap naar Palestina, waar hij zich in 1934 in Haifa vestigde. Daar raakte hij al spoedig in conflict met nationaal-Joodse groeperingen die zowel de Duitse als de Jiddische taal afwezen, terwijl Zweig in het Duitse tijdschrift 'Oriënt' publiceerde. Dat ging zover, dat anti-Arabische nationalisten die voor hebraïsering ijverden een bomaanslag op de redactie van 'Oriënt' pleegden, waarna het blad werd opgeheven. 
Afgesneden van zijn vertrouwde literaire omgeving werd Zweigs bestaan in Palestina nu ook economisch onmogelijk. Via zijn band met Feuchtwanger en andere links-intellectuelen kwam Zweig tijdens zijn exil-jaren nu meer in aanraking met het socialisme en publiceerde hij in antifascistische tijdschriften als de Neue Weltbühne en de Deutsche Volkszeitung. In 1947 verscheen zijn roman Das Beil von Wandsbek, waarin Zweig de aanpassing van de 'gewone man' aan het fascisme psychologisch en historisch verantwoord schetste.

### 1948–1968
In 1948 keerde Arnold Zweig terug uit zijn ballingschap, nu naar Oost-Berlijn. Als socialist werd hij in de DDR gewaardeerd, waarbij het belangrijk was dat de vooraanstaande marxistische literatuurcriticus Georg Lukács zijn werk beter vond dan dat van de 'decadentistische' moderne schrijvers. Zweigs werk zou in de eerbiedwaardige negentiende-eeuwse traditie van de realistische roman staan. Vanwege dit pro-communistische oordeel werd Zweigs werk in de Bondsrepubliek weinig gewaardeerd. 
In Nederland had Arnold Zweig contact met onder anderen Theun de Vries en Victor van Vriesland. Zijn werken zijn in de exil-tijd van 1933-1940 gepubliceerd door Fritz Landshoff van Em. Querido's Uitgeverij in Amsterdam.

## Werk
- Novellen um Claudia, 1912
- Ritualmord in Ungarn, 1915
- Das ostjüdische Antlitz. Zu fünfzig Steinzeichnungen von Hermann Struck, 1920
- Caliban oder Politik und Leidenschaft, 1926. Versuch über die menschlichen Gruppenleidenschaften dargetan am Antisemitismus, 1927
- Der Streit um den Sergeanten Grischa, 1927
- Pont und Anna, 1928
- Mädchen und Frauen, 1931
- Junge Frau von 1914, 1931
- De Vriendt kehrt heim, 1932
- Bilanz der deutschen Judenheit. Ein Versuch, 1934
- Erziehung vor Verdun, 1935
- Einsetzung eines Königs, 1937
- Das Beil von Wandsbek, Hebreeuws 1943, Duits 1947
- Die Feuerpause, 1954
- Die Zeit ist reif, 1957
- Was der Mensch braucht

### Nederlandstalig
- De Vriendt keert weer. Vertaald uit het Duitsch door Nico Rost. Amsterdam, Querido, 1933, 1939
- De strĳd om den sergeant Grischa. Naar het Duitsch bewerkt door M.J. Molanus-Stamperius. Amsterdam, Koloniale Boek-Centrale, circa 1935[2]
- De levende gedachten van Spinoza belicht door Arnold Zweig. Nederlandse bewerking uit het Engels verzorgd door Frank de Vries. Den Haag, Servire, 1939
- De bijl van Wandsbek. Kroonder, 1950

## Voetnoten
1. ↑  Zie de toetreding van Arnold Zweig in de Rostock Matrikelportal
2. ↑  In 2013 verscheen een Volledig herziene vertaling De strĳd om sergeant Grisja van Lilian Caris, Jantsje Post en Uitgeverij Cossee BV, Amsterdam, 2013